# Forbidden
Forbidden je američki thrash metal sastav, dio Bay Area scene.

## Povijest sastava
Sastav su pod imenom Forbidden Evil osnovali bubnjar Jim Pittman i gitarist Robb Flynn (danas član Machine Heada). Prva postava uz gitarista Craiga Locicera, pjevača Russa Andersona i basista Johna Tegia snimila je nekoliko dema, te album uživo Live At Ruthies Inn - The Eastern Front. Nakon toga Pittman, Flynn i Tegio napuštaju sastav, a zamjenjuju ih Paul Bostaph, Matt Camacho i Glen Avelais te skraćuju ime u Forbidden. Debitantski studijski album nazvan Forbidden Evil objavljuju 1988. Iduće godine Glen Alvelais napušta sastav (kasnije se pridružuje Testamentu), a zamjenjuje ga Tim Calvert, te novi album Twisted into Form objavljuju 1990. godine. 
Ubrzo dolazi do još jedne promjene u postavi, Paul Bostaph napušta sastav, te se pridružuje Slayeru, a zamjenjuje ga Steve Jacobs. Objavljuju još dva studijska albuma, Distortion 1994., te Green 1997., no bez podrške diskografskih kuća, sastav se raspada.
Godine 2001. sastav nastupa na dobrotvornom koncertu Thrash of the Titans, a ponovo se okupljaju 2007., te nastupaju na koncertima u SAD-u i Europi. Nakon potpisivanja ugovora s Nuclear Blastom, kreću sa snimanjem novog studijskog albuma, koji je objavljen 2010. godine pod imenom Omega Wave.

## Diskografija
Studijski albumi
- Forbidden Evil (1988.)
- Twisted into Form (1990.)
- Distortion (1994.)
- Green (1997.)
- Omega Wave (2010.)

## Vanjske poveznice
- Službena MySpace stranica